# Långlobblet
Långlobblet är en sjö i Arvidsjaurs kommun i Lappland och ingår i Piteälvens huvudavrinningsområde. Sjön har en area på 0,0837 kvadratkilometer och ligger 308,2 meter över havet. Sjön avvattnas av vattendraget Tjärgetbäcken.

## Delavrinningsområde
Långlobblet ingår i det delavrinningsområde (732865-167068) som SMHI kallar för Namn saknas. Medelhöjden är 345 meter över havet och ytan är 7,53 kvadratkilometer. Det finns ett avrinningsområde uppströms, och räknas det in blir den ackumulerade arean 19,78 kvadratkilometer. Tjärgetbäcken som avvattnar avrinningsområdet har biflödesordning 3, vilket innebär att vattnet flödar genom totalt 3 vattendrag innan det når havet efter 148 kilometer. Avrinningsområdet består mestadels av skog (77 procent) och sankmarker (20 procent). Avrinningsområdet har 0,19 kvadratkilometer vattenytor vilket ger det en sjöprocent på 2,5 procent.